# آسر ويست
فرانسيس آسر ويست (بالإنجليزية: Eser West) هو ممثل ونجم برامج واقعية ولد في 5 شباط/فبراير 1990 في نيويورك وأنتقل لاحقاً للعيش في تركيا، وهو من أصول عراقية حيث أن جدته عراقية الأصل، أشتهر بتمثيله في المسلسل العراقي هوى بغداد.

## حياته ومسيرته
ولد في 5 شباط/فبراير 1990 في نيويورك، الولايات المتحدة من أب تركي وأم تركية عراقية، أكمل دراسته في نيويورك وتخرج من كلية لاغوارديا المجتمعية في حي كوينز وكذلك درس التمثيل في أكاديمية نيويورك للأفلام لمدة شهرين، ثم ذهب للانتقال والعيش في إسطنبول، تركيا في 26 أيار/مايو 2014 وبدأ بالعمل كمدرس لغة إنجليزية في مدرسة اللغات ولكنه قرر أن يغير مسار حياته ويتجه إلى الشهرة والتمثيل فشارك في عام 2015 في البرنامج الواقعي Kismetse olur الذي ألتقى فيه جانسل كوردوك الذي جمعته معها قصة حب وبالرغم من فوزهما بالمركز الأول إلا إنهما أنفصلا فأعطيت الجائزة لمتنافسين آخرين.
في عام 2016 شارك آسر كمودل في فيديو كليب «مور» للمغنية هانده ينر.
في عام 2017 أزدادت شهرته بعد أن شارك في برنامج سرفايفر تركيا حيث حقق 23 فوزاً و19 هزيمة في 42 مباراة ولكنه غادر البرنامج في الأسبوع الخامس لأنه لم يستطع تحمل الجوع، وبعدها ظل بعيداً عن الشاشات لمدة طويلة لكنه عاد في عام 2019 وشارك في التمثيل بالمسلسل العراقي هوى بغداد الذي لعب فيه دور أمير ويعتبر هذا المسلسل أول تجربة تمثيلية له وأصعبها لأنه لم يكن يعرف الكتابة أو القراءة باللغة العربية.

## فيلموغرافيا

### المسلسلات
| السنة | أسم المسلسل | الدور |
| ----- | ----------- | ----- |
| 2019  | هوى بغداد   | أمير  |

### البرامج
| السنة | الأسم         | ملاحظات                                              |
| ----- | ------------- | ---------------------------------------------------- |
| 2015  | Kismetse olur | فاز بالتصويت ولكنه لم يقبل الجائزة وأنفصل عن حبيبته. |
| 2016  | بياز شو       | تم إجراء مقابلة معه                                  |
| 2017  | سرفايفر تركيا | أنسحب في الأسبوع الخامس.                             |

### الفيديو كليبات
| السنة | أسم الفيديو كليب | الفنان    |
| ----- | ---------------- | --------- |
| 2016  | "مور"            | هانده ينر |

## الجوائز
| السنة | الجائزة             | الفئة         | العمل الفني | النتيجة | مراجع  |
| ----- | ------------------- | ------------- | ----------- | ------- | ------ |
| 2019  | جائزة الهلال الذهبي | أفضل ممثل شاب | هوى بغداد   | فوز     | [ 18 ] |

## روابط خارجية
- آسر ويست على موقع IMDb